# عدنان إلياس
عدنان إلياس (30 ديسمبر 1984 في باكستان - ) هو لاعب كريكت باكستاني.

## وصلات خارجية
- عدنان إلياس على موقع إي آس بي آن كريك إنفو (الإنجليزية)